# Геокроніт
Геокроніт — мінерал, змішана сульфосіль, що містить свинець, стибій та арсен з формулою Pb14(Sb, As)6S23. Геокроніт є багатим на стибій кінцевим елементом серії твердих розчинів. Кінцевий елемент, багатий на арсен, називається йорданітом.
Зустрічається у вигляді сірих, чорних або сріблясто-білих моноклінних кристалів. Він знаходиться в гідротермальних жилах та зазвичай асоційований з іншими подібними мінералами, зокрема сульфідами заліза та міді.
Мінерал був знайдений в Іспанії, Ірландії та Швеції, де його вперше виявили в 1839 році.
Названий на честь богів давньогрецької міфології: Геї і Кроноса — алхімічних символів стибію і свинця.